# Marco Bürki
Marco Bürki, född 10 juli 1993 i Bern, är en schweizisk fotbollsspelare som spelar för Thun. Han är en vänsterfotad mittback. Hans bror, Roman Bürki, är också fotbollsspelare (Borussia Dortmund).

## Karriär
Bürki gjorde sin seniordebut för Young Boys under säsongen 2011/2012. I juli 2018 värvades han av belgiska Zulte Waregem.